# Mario Vilella Martínez
Mario Vilella Martínez (Elche, 3 juli 1995) is een Spaanse tennisspeler. Hij heeft nog geen ATP-toernooi gewonnen. 

## Palmares

### Enkelspel
| Gewonnen challengers |              |       |        |                 |          |
| 1.                   | 28 juli 2019 | Praag | Gravel | Tseng Chun-hsin | 6-4, 6-2 |

### Dubbelspel
| Nr.                              | Datum           | Toernooi | Ondergrond | Partner           | Tegenstanders in finale         | Score              |
| -------------------------------- | --------------- | -------- | ---------- | ----------------- | ------------------------------- | ------------------ |
| Gewonnen challengers herendubbel |                 |          |            |                   |                                 |                    |
| 1.                               | 12 januari 2020 | Noumea   | Hardcourt  | Andrea Pellegrino | Luca Margaroli Andrea Vavassori | 7-61, 3-6, [12-10] |

## Prestatietabellen
| Legenda | Legenda                          |
| ------- | -------------------------------- |
| g.t.    | geen toernooi gehouden           |
| l.c.    | lagere categorie                 |
| –       | niet deelgenomen                 |
| G       | uitgeschakeld in de groepsfase   |
| 1R      | uitgeschakeld in de eerste ronde |
| 2R      | uitgeschakeld in de tweede ronde |
| 3R      | uitgeschakeld in de derde ronde  |
| 4R      | uitgeschakeld in de vierde ronde |
| KF      | uitgeschakeld in de kwartfinale  |
| HF      | uitgeschakeld in de halve finale |
| F       | de finale verloren               |
| W       | het toernooi gewonnen            |
| w-v     | winst/verlies-balans             |

### Prestatietabel (Grand Slam) enkelspel
| Grandslamtoernooien  |      |    |
| Australian Open      | 1R   | 1R |
| Roland Garros        | –    | 1R |
| Wimbledon            | –    |    |
| US Open              | –    |    |
| Olympische Spelen    |      |    |
| Olympische Spelen    | g.t. |    |
| Statistieken         |      |    |
| Totaal aantal titels | 0    | 0  |
| Eindejaarsranking    | 191  |    |